# Trendel (Polsingen)
Trendel ist ein Gemeindeteil der Gemeinde Polsingen im Landkreis Weißenburg-Gunzenhausen (Mittelfranken, Bayern). Die Gemarkung Trendel hat eine Fläche von 3,856 km². Sie ist in 574 Flurstücke aufgeteilt, die eine durchschnittliche Flurstücksfläche von 6718,43 m² haben. In ihr liegt neben dem namensgebenden Ort der Gemeindeteil Mäuskreut.

## Geographie
Das Kirchdorf Trendel liegt am Ostrand des Nördlinger Rieses, 500 m nördlich des Flüsschens Rohrach, etwa 1,5 km westlich von Polsingen. Nochmal 1,5 km westlich befindet sich der Weiler Mäuskreut. Die Lage von Trendel an einem für die Gegend relativ steilen Hang führte zur Entstehung einiger Sprichwörter, die diesen Umstand etwas schmunzelnd darstellen. Das bekannteste Mundart-Sprichwort lautet „Trendel hängt am Bendel (= Schnur), wenn der Bendel reißt, fällt´s (hin-)nunder auf „Maiskreit“ (= Mäuskreut)“. Am nördlichen Ortsrand bietet sich ein Blick auf den Rieskrater. Am westlichen Ortsende entspringt in einem kleinen Weiher der Lindichgraben, ein Zufluss der Wörnitz.

## Geschichte
Erst in den 2000er Jahren wurden Funde der Vor- und Frühgeschichte aus der Flur bekannt. So konnten bei Ackerbegehungen Tonscherben und Steingeräte der Jungsteinzeit aufgelesen werden. Ein keltischer Siedlungsplatz wird durch Keramikfunde am Ortsrand von Trendel bezeugt. Der Ortsname dürfte von dem mittelhochdeutschen Wort für „Kugel oder Kreisel“ abgeleitet sein. Damit ist sicherlich der Bergrücken gemeint, an den sich Trendel anlehnt. Möglicherweise steht die Ortsgründung von Trendel, wie auch von Ober- und Unterappenberg in Zusammenhang mit der Ansiedlung von besiegten Sachsen in dieser Gegend durch Karl den Großen. Darauf deuten mehrere Flur- und Forstnamen („Sachsensteig“, „Sachsenhart“) in der Gegend hin. Mäuskreut ist sicherlich als Rodungssiedlung des Hochmittelalters anzusehen.
Südwestlich des Dorfes befindet sich eine Anhöhe, auf der die Burg Trendel der Edlen von Trendel gestanden hat. Diese Edlen von Trendel sind in Urkunden des 12. Jahrhunderts erstmals bezeugt. Später wurde der Adelssitz aufgegeben und am Ortsrand ein kleines Schloss errichtet. Dieses Rittergut erlebte zahlreiche Besitzerwechsel. So waren vom 16. bis 19. Jahrhundert unter anderem die Adelsfamilien „Von Stein“, „Von Appold“ und „Von Schönfeld“ Besitzer des Schlossgutes Trendel. Meist standen diese Familien im Dienst der Markgrafen von Ansbach. Zum Rittergut gehörte ein Großteil der etwa 40 Anwesen im Dorf und die Höfe von Mäuskreut. Weitere Grundherren im Dorf waren das Kloster Kaisheim, die Stadt Wemding und die Herrschaft Oettingen. Vor dem Dreißigjährigen Krieg gab es in Trendel einige jüdische Familien. Die evangelisch-lutherische Kirche in Trendel war als Pfarrei mit Ursheim kombiniert. Pfarrsitz war seit jeher Ursheim.
1965 gewann das Dorf Trendel die Goldmedaille im Bundeswettbewerb Unser Dorf soll schöner werden.
Am 1. April 1971 wurde Trendel in die Gemeinde Polsingen eingegliedert.

## Religion
Die Kirchengemeinde Trendel mit der Kirche St. Georg gehört zum Dekanat Heidenheim im Kirchenkreis Ansbach-Würzburg der Evangelisch-Lutherischen Kirche in Bayern. Die Katholiken des Ortes gehören zur Pfarrei St. Lucia und Ottilia in Megesheim.